# Глафировское сельское поселение
Глафи́ровское се́льское поселе́ние — муниципальное образование в Щербиновском районе Краснодарского края России.
В рамках административно-территориального устройства Краснодарского края ему соответствует Глафировский сельский округ.
Административный центр и единственный населённый пункт — село Глафировка.

## Население
| 2010  | 2012  | 2013  | 2014  | 2015  | 2016  | 2017  |
| ----- | ----- | ----- | ----- | ----- | ----- | ----- |
| 1627  | ↘1611 | ↘1595 | ↘1594 | ↘1578 | ↘1572 | ↘1564 |
| 2018  | 2019  | 2020  | 2021  | 2023  |       |       |
| ↘1543 | ↘1528 | ↗1529 | ↘1209 | ↘1192 |       |       |